# Ziehklingenstahl

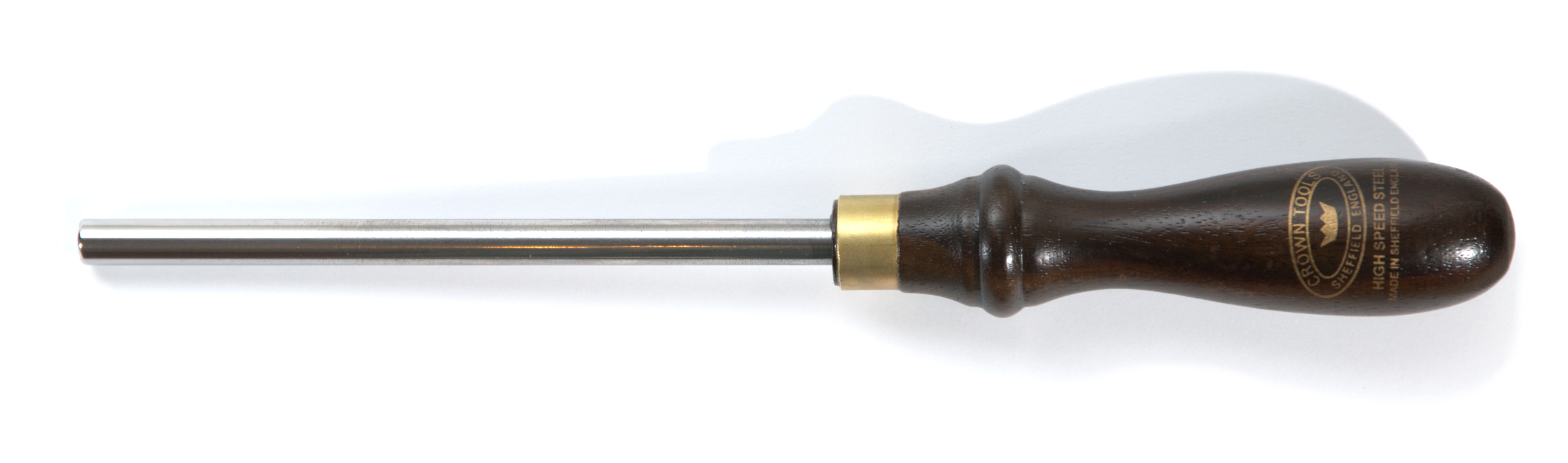
Ziehklingenstahl

Der Ziehklingenstahl ist ein Werkzeug zum Schärfen von Ziehklingen. Mit ihm wird durch Überstreichen mit Druck ein Grat an den Kanten der Ziehklingen erzeugt.
Ein Ziehklingenstahl ist ein gehärteter Stahlstab mit Griff. Erhältlich sind runde, ovale und dreieckige Stähle. Letztere sollen die Gratentstehung beschleunigen, haben aber auch einen unsauberen Grat zur Folge.